# Jacques Fontanille
Jacques Fontanille (* 1948) ist ein französischer Semiotiker. Er ist Professor an der Université de Limoges und Inhaber des Lehrstuhls für Semiotik am Institut universitaire de France.
Fontanille arbeitet im Bereich der theoretischen Semiotik, der literarischen Semiotik und der visuellen Semiotik.